# El paso del tiempo (cuento de Ray Bradbury)
El paso del tiempo (título original en inglés: Time Intervening), también traducido como Tiempo intermedio, es un cuento de ciencia ficción del escritor estadounidense Ray Bradbury. Fue publicado por primera vez como Interim en la revista Epoch en otoño de 1947. En 1952 fue publicado en Ray Bradbury Review, un fanzine publicado por William F. Nolan, ya con el título de Time Intervening.
En 2002 apareció publicado en la colección de cuentos de Bradbury Algo más en el equipaje.

## Argumento
Un anciano ve jugar a niños en su jardín y cómo entra gente desconocida en su casa que le expulsa de ella diciéndole que la casa les pertenece a ellos.